# Polesie Nationalpark
Polesie Nationalpark (polsk: Poleski Park Narodowy) er en nationalpark i Lublin Voivodeship, det østlige Polen, i den polske del af den historiske region Polesien . Den blev oprettet i 1990 over et areal på 48,13 kvadratkilometer og dækker et antal tidligere tørvemoser: Durne Marsh (Durne Bagno), Moszne-søen (Jezioro Moszne), Długie-søen (Jezioro Długie), Orłowskie Torvland (Torfowisko Orłowskie). I 1994 blev dens størrelse udvidet med tilføjelsen af Bubnów Marsh (Bagno Bubnów), et sumpet terræn op til parken, og kom derved op på et areal på 97,62 km², hvoraf skovene udgør 47,8 km², og vand og ødemark 20.9 km².
Ideen om at oprette en nationalpark i den polske del af Polesien dukkede først op i 1959. I løbet af de følgende år blev der oprettet et par beskyttede områder, og i 1982 meddelte regeringen oprettelsen af Poleski Park Krajobrazowy (Polesien Landskabspark). I øjeblikket besøges den ikke af mange turister. I landsbyen Załucze Stare er der et kulturcenter med et museum.
Nationalparken og de omkringliggende områder danner  biosfærereservatet Vestpolesien Grænseoverskridende Biosfærereservat, der blev udpeget af UNESCO i 2002. Sjatskyj Nationalpark støder op til den ukrainske side af grænsen. Hele parken er også beskyttet under Ramsar-konventionen som et vigtigt vådområde. Den er også et Natura 2000-område.

## Geografi
Parken ligger i søområdet Łęczna-Włodawa (Pojezierze Łęczyńsko-Włodawskie). I syd grænser det op til Lublin-højlandet, i den nord regionen Podlaskie og i det vestlige Masovien . Dele af dens skove kan betragtes som tundralignende, hvilket er unikt på det kontinentale Europa og karakteristisk for det russiske Sibirien . Parkens terræn er fladt med mange søer og højmoser.

## Økologi
Plantearterne består for størstedelen af boreale planter, der er typiske for andre dele af Nordeuropa, men der er også noget atlantisk flora, da det ligger på grænsen til disse vigtige planteområder. Regionen Bagno Bubnów er særlig rig på flora. Der er et rigt dyreliv, der omfatter 21 fiskearter, 12 arter af padder, 6 krybdyrarter og op til 150 fuglearter (inklusive flere truede ørne). Ud af 35 pattedyrarter kan nævnes oddere, elsdyr, bævere og flagermus .
Økosystemerne af sumpe og højmoser, der dominerer parkens landskab, betragtes som meget sarte og kan let påvirkes af flere eksterne faktorer. Nogle uheldige ændringer blev foretaget ved dræning af sumpe, som hovedsagelig fandt sted under Anden Verdenskrig, da området blev fokus for den nazistyske " Lublin und Nisko Plan " . Den vigtigste trussel mod parkens liv er imidlertid dens nærhed til Lublin kulområde, som ligger mindre end 2 kilometer fra parkens beskyttelseszone.
Parken omfatter et truet vigtigt fugleområde (IBA) "Bubnow Marsh" i Polen.

## Bemærkninger
1. ↑  "Poleski National Park". Ramsar Sites Information Service. Hentet 27. december  2020.
2. ↑  "Bubnow Marsh", a fact sheet of BirdLife International